# Beccarinda griffithii
Beccarinda griffithii är en tvåhjärtbladig växtart som först beskrevs av Charles Baron Clarke, och fick sitt nu gällande namn av Carl Ernst Otto Kuntze. Beccarinda griffithii ingår i släktet Beccarinda och familjen Gesneriaceae. Inga underarter finns listade i Catalogue of Life.